# Вікторія де лос Анхелес
Віктóрія де лос Áнхелес (ісп. Victoria de los Ángeles, справжнє ім'я Віктóрія Гóмес Сі́ма, Victoria Gómez Cima; 1 листопада 1923, Барселона — 15 січня 2005, Барселона) — іспанська співачка (ліричне сопрано). Прославилась в оперному та пісенному репертуарі. Виконувала багато іспанської музики (зокрема, композиторів Енріке Гранадоса і Мануеля де Фальї).

## Життєпис
Навчалася в консерваторії в Барселоні, яку закінчила з відзнакою в 1943 році, пройшовши 6-річний курс за три роки. У 1945-1948 роках виступала в Ґран Театро Лісео в Барселоні; дебютувала там у січні 1945 року в партії Графині в Весіллі Фігаро Моцарта. 1947 року здобула першу нагороду на вокальному конкурсі в Женеві. Далі взяла участь радіопостановці опери «Життя коротке» Мануеля де Фальї що стало початком її міжнародної кар'єри.
У 1949 році здійснила гастролі Південною Америкою, що мали великий успіх. У подальші роки як запрошена виконавиця виступала на сценах Паризької опери, Метрополітен-опера в Нью-Йорку, Ла Скала в Мілані. Найвідомішими ролями на початку кар'єри були партії Маргарити в Фаусті Шарля Гуно, Мімі в Богемі Джакомо Пуччіні та Аріадни в Аріадні на Наксосі Ріхарда Штрауса.
У 1951-1961 роках регулярно виступала в Метрополітен-опера, також як запрошена співачка в Віденській опері (1957) і на фестивалі в Байройті (1961, 1962). Записувалась для радіо і звукозаписних компаній (здебільшого для EMI і RCA); загалом записала понад 80 альбомів, серед яких 21 опер і 25 концертів. Не маючи великих акторських здібностей, успішно виступала з концертами; гастролювала з концертами в Австралії, Новій Зеландії, Північній і Південній Америках, ФРН, Скандинавських країнах. Окрім оперного репертуару охоче виконувала іспанські пісні, особливо Мануеля де Фалья та Енріке Гранадоса. Її голос — ліричне сопрано — характеризувався чистотою і делікатністю. Одним з її найвідоміших записів була Богема Джакомо Пуччіні (EMI, 1956), спільно з Юссі Бьйорлінгом.
Інші видатні оперні партії:
- Мадам Батерфляй Пуччіні (головна роль)
- Манон Массне (головна роль)
- Мікаела в Кармен Бізе
- Мелізанда в Пеллеас і Мелісанда Дебюссі
- Віолетта в Травіаті Верді
- Rozyna w Cyruliku sewilskim Россіні
- Єва в Нюрнберзьких мейстерзінгерах Вагнера
- Єлизавета в Тангейзері Вагнера
- Ельза в Лоенгріні Вагнера